# Marsilea pubescens
Marsilea pubescens là một loài dương xỉ trong họ Marsileaceae. Loài này được Ten. mô tả khoa học đầu tiên năm 1819.
Danh pháp khoa học của loài này chưa được làm sáng tỏ. 

## Hình ảnh

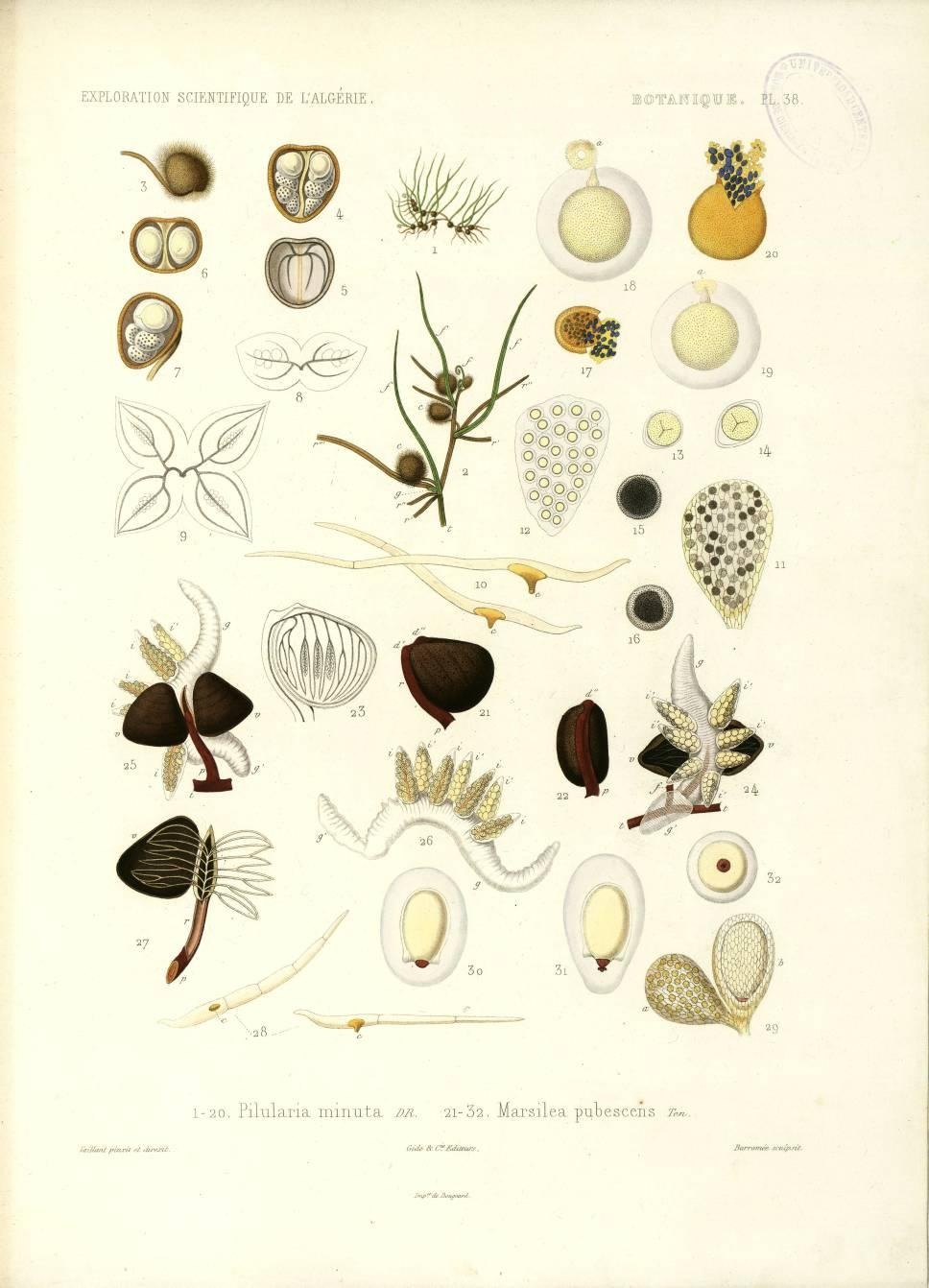